# Jean-Claude Van Johnson
Jean-Claude Van Johnson est une série télévisée américaine en six épisodes produite par Amazon Studios. Le pilote est diffusé le 19 août 2016 et les cinq autres épisodes le 15 décembre 2017 sur Amazon Video. La série est arrêtée par Amazon Video après la première saison.

## Synopsis
Jean-Claude Van Damme, célèbre héros de nombreux films d'action et expert en arts martiaux était en vérité Jean-Claude Van « Johnson », un espion de haute volée dont les tournages servaient de couverture à ses missions. Alors qu'il s'était retiré du monde, l'acteur décide de reprendre du service dans l'espoir de renouer avec un ancien amour qu'il n'a jamais pu oublier. Malheureusement, toutes ces années d'inactivité ont un peu émoussé les capacités de Johnson...

## Distribution

### Acteurs principaux
- Jean-Claude Van Damme (VF : Patrice Baudrier) : Johnson / lui-même / Philippe
- Kat Foster (en) (VF : Barbara Beretta) : Vanessa
- Moisés Arias (VF : Oscar Douieb) : Luis
- Bar Paly (VF : Noémie Orphelin) : Krisztina
- Tim Peper (VF : Axel Kiener) : Gunnar

### Acteurs secondaires
- Phylicia Rashad (VF : Maïk Darah) : Jane
- Carlo Rota (VF : Serge Biavan) : Dragan
- Richard Schiff (VF : Jean-François Kopf) : Alan Morris
- Massi Furlan

- Version française
  - Société de doublage : Deluxe Media Paris[1],[2]
  - Direction artistique : Jérôme Pauwels[1],[2]

 Source et légende : version française (VF) sur RS Doublage et Doublage Séries Database.

## Production
La production de la série commence au début des années 2010, lorsque les agents de Jean-Claude Van Damme contactent le producteur exécutif David W. Zucker (en), collaborateur de Ridley Scott. Dave Callaham, scénariste d'Expendables : Unité spéciale, s'inspire du film JCVD dans lequel Van Damme joue son propre rôle en appuyant sur l'autodérision.
Pour le réalisateur, Peter Atencio (en), « le scénario était tellement extraordinaire qu'[il aurait] pu tourner la série gratuitement ».
Le pilote est diffusé le 19 août 2016. Le concept est officiellement produit le 27 septembre 2016, et les cinq autres épisodes sont mis en ligne sur Amazon Video le 15 décembre 2017.
La série est arrêtée par Amazon Video après la première saison.

## Liste des épisodes
| № | Titre                             | Première diffusion |
| - | --------------------------------- | ------------------ |
| 1 | Pilot                             | 19 août 2016       |
| 2 | What Year Do You Think This Is?   | 15 décembre 2017   |
| 3 | A Little Conversation About Trust | 15 décembre 2017   |
| 4 | If You're Lucky                   | 15 décembre 2017   |
| 5 | Run to Nowhere                    | 15 décembre 2017   |
| 6 | The World Needs Its Hero          | 15 décembre 2017   |